# Live-Strip.com Racing

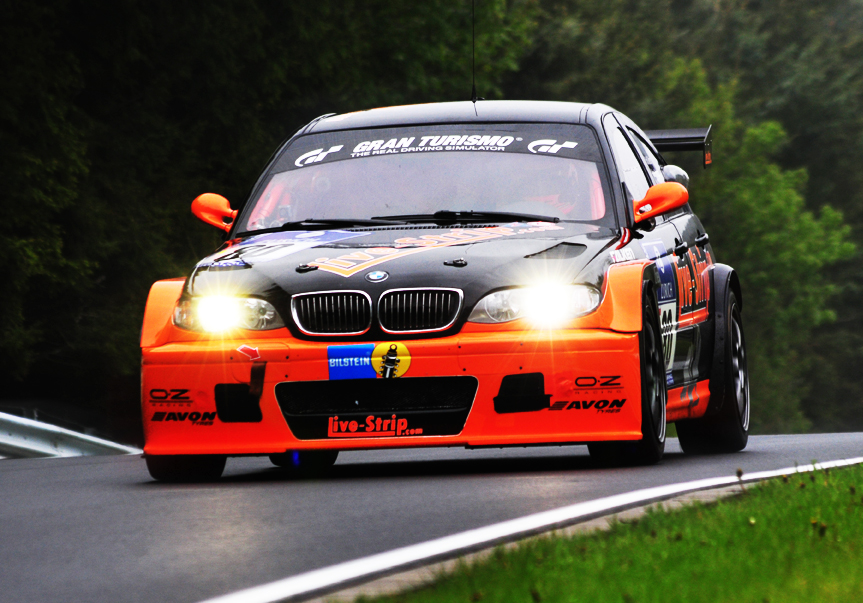
BMW 330i von Live-Strip.com Racing beim 24-Stunden-Rennen auf dem Nürburgring 2010

Live-Strip.com Racing ist ein deutsches Motorsportteam aus Heilbronn, das mit zwei BMW 330i an der VLN Langstreckenmeisterschaft Nürburgring teilnimmt. Darüber hinaus gehören zu dem Team zwei Drifter (International Drift Series), ein Dragster-Team, ein Formel-3-Team sowie ein Kartteam in der German Team Championship. Gegründet wurde das Team 2006 von Alexander Altvater und Markus Lindenthal.
Zunächst erlangte Live-Strip.com Racing eine gewisse Bekanntheit durch Marketing-Aktionen und die Verpflichtung von bekannten ehemaligen Rennsportlern und Prominenten wie Frank Jelinski, Ferfried Prinz von Hohenzollern, Mola Adebisi und Ronny Melkus, dem Sohn von DDR-Rennsport-Legende Ulli Melkus.
Seit 2009 hat die Firma auch sportlich Erfolg. Sie errang in der VLN 2009 und 2010 sechs Mal hintereinander den Klassensieg in der Klasse SP5 (Specials bis 3000 cm³). Beim 24-Stunden-Rennen auf dem Nürburgring erreichte sie in der Klasse SP5 zwei zweite Plätze und einen dritten Platz. 2011 kam der für das Team wichtige Doppelsieg beim 24-Stunden-Rennen auf dem Nürburgring in der Klasse SP5 dazu.